# Мей-Бритт Мозер
Мей-Бритт Мозер (норв. May-Britt Moser; нар. 4 січня 1963 Фоснавог, Норвегія) — норвезька психологиня, нейрофізіологиня і директорка-засновниця Інституту системної неврології Кавлі і Центру неврологічних обчислень Норвезького університету природних і технічних наук у Тронгеймі.
Мей-Бритт Мозер зі своїм чоловіком Едвардом стали доцентами Університету в 1996 році, менш ніж через рік після захисту своїх кандидатських дисертацій. У 2002 році вони створили Центр біології пам'яті, а у 2007 році — Інститут Кавлі, одночасно ставши піонерами в області дослідження механізму, як мозок представляє простір.
Мей-Бритт здобула багато почесних наукових премій, деякі разом зі своїм чоловіком, зокрема приз Луїзи Крос Хорвіц і нагороду Карла Спенсера Лешлі. У 2014 році вони здобули Нобелівську премію з фізіології і медицини разом з Джоном О'Кіфом «За відкриття просторових клітин мозку, що відповідають за систему орієнтації людини у просторі».

## Біографія
Мей-Бріт народилася та виросла у віддаленому сільському західному регіоні Норвегії. На початку 1980-х років навчалася на психологічному факультеті Університету Осло. Там познайомилася зі своїм чоловіком Едвардом, з яким одружилися 1985 року. Працювала в лабораторії норвезького фізіолога Пера Андерсена.

## Підтримка України
У травні 2023 року Мей-Бритт разом з її чоловіком - Едвартом долучилися до команди амбасадорів фандрейзингової платформи UNITED24. Вони опікуватимуться напрямком «Освіта і наука», в межах роботи якого відкрито збір на відновлення зруйнованих війною навчальних закладів.